# Lepidoscia melanogramma
Lepidoscia melanogramma är en fjärilsart som beskrevs av Oswald Beltram Lower 1903. Lepidoscia melanogramma ingår i släktet Lepidoscia och familjen säckspinnare. Inga underarter finns listade i Catalogue of Life.